# Духless 2
«Духless 2» — российская психологическая драма режиссёра Романа Прыгунова, снятая по сценарию Андрея Рывкина, Михаила Идова и Фуада Ибрагимбекова при участии Сергея Минаева. Продолжение фильма «Духless» (2012) c Данилой Козловским в главной роли.

## Синопсис
Сбежавший в своё время на Бали Максим (Макс) наслаждается беззаботной жизнью на райском острове и возвращаться в Москву не намерен. Однако его жизнь резко меняется, когда на балийскую вечеринку врываются полицейские, встретившие его электрошоком и затем учинившие в его уютном доме обыск. Чтобы не попасть в тюрьму, Максу приходится отдать шикарную виллу и сесть на самолёт. Департамент МВД поднимает старые уголовные дела Макса, предлагая ему сделку: если главный герой выполнит все их условия, то ему обещают загранпаспорт и свободу.

## В ролях
| Актёр              | Роль                                                                  |
| ------------------ | --------------------------------------------------------------------- |
| Данила Козловский  | Максим (Макс) Андреев                                                 |
| Мария Андреева     | Юля, бывшая подруга Макса Андреева                                    |
| Милош Бикович      | Роман Белкин, топ-менеджер госкорпорации (озвучивал Григорий Калинин) |
| Александра Бортич  | Алёна, коллега и подруга Романа Белкина                               |
| Павел Ворожцов     | Савёлов, майор МВД                                                    |
| Кристина Бабушкина | Оксана Маслова, подполковник МВД                                      |
| Сергей Бурунов     | Сергей Сергеевич Шохин, генерал-майор, глава Департамента МВД         |
| Лев Прыгунов       | Михаил Иванович, федеральный чиновник                                 |
| Владимир Симонов   | Варенников, заместитель министра                                      |
| Доминик Пинон      | Бернард                                                               |
| Дмитрий Поднозов   | Виктор Ильич                                                          |
| Алексей Федькин    | Бероев, генерал МВД, начальник Шохина                                 |
| Любовь Соколинская | Ирина Цифроновец                                                      |
| Иван Ивашкин       | Виктор                                                                |
| Андрей Назимов     | Сергей                                                                |
| Максим Керин       | Дима                                                                  |
| Артур Чиргадзе     | Станислав, главный юрист                                              |
| Анатолий Дзиваев   | Галактион                                                             |
| Петар Зекавица     | Артём                                                                 |
| Анатолий Горбунов  | президент                                                             |
| Сергей Минаев      | председатель правления                                                |
| Игорь Верник       | ведущий на мероприятии (камео)                                        |

## Критика
По мнению кинокритика Антона Долина, «Духless 2» — первый политический блокбастер в России.